# قمة جبل جدول الصنوبر
قمة جبل جدول الصنوبر، هو جبل يقع ضمن سلسلة جبال كاتسكيل في نيويورك شمال غرب مدينة والتون في ولاية نيويورك.